# Резекне
Резекне (лет. Rēzekne, рус. Режица, пољ. Rzeżyca) је град у Летонији, смештен у источном делу државе. Град чини и самосталну градску општину.
Резекне је познат као важно железничко раскршће пруга Москва - Рига и Санкт Петербург - Варшава.

## Природни услови
Град Резекне је смештен на истоку Летоније. Од главног града Риге град је удаљен 242 км источно, а од руске границе 63 км западно.
Рељеф: Резекне се налази у историјској покрајини Латгалији, чије је историјско средиште. Град се на омањем брегу у равничарском подручју, на приближно 145 метара надморске висине.
Клима: У Резекну влада континентална клима.
Воде: Кроз Резекне тече истоимена река Резекне, која дели град старији, јужни и северни, новији део. Око града има више мањих језера ледничког порекла.

## Историја
Подручје Резекна било је насељено још у време праисторије. Данашње насеље основали су немачки витезови тевтонци 1285. године, као утврђење према Русима. 1582. године град је прикључен Државној заједници Пољске и Литваније. 1667. године град заузима Руско царство и мења назив у Режица. У 19. веку град доживљава привредни процврат, посебно после доласка железнице.
1920. године Резекне је прикључен новооснованој Летонији. 1940. године прикључен је СССР-у, али је ускоро пала у руке Трећег рајха (1941-44.). Град је тешко страдао у рату - преко 90% грађевина било је потпуно уништено. После рата град је био у саставу Летонске ССР, да би се поновним успостављањем летонске независности 1991. Резекне године нашао у границама Летоније.

## Становништво
Са приближно 36 хиљада становника Резекне је седми град по величини у Летонији. Међутим, од времена независности (1991. година) број становника је осетно опао (1989. - око 44 хиљада ст.). Разлога за ово је неколико - исељавање Руса и другим „совјетских“ народа у матице, одлазак младих у иностраство или Ригу због безперспективности и незапослености, негативан прираштај.
Етнички састав: Словенско становништво чини више од половине становништва града, по чему је Резекне међу првима у држави. Матични Летонци чине већи део осталог становништва. Национални састав је следећи:
- Руси: 50,65% (19.873 ст.)
- Летонци: 42,59% (16.710 ст.)
- Пољаци: 2,69% (1.026 ст.)
- Белоруси: 1,73% (680 ст.)
- Украјинци: 1,26% (494 ст.)

## Знаменитости
Резекне је познат као културно и образовно средиште источне Летоније. У граду постоји чувени споменик Уједињења Летоније.

## Галерија слика
- Руска православна црква
- Римокатоличка Црква свете Тројице
- Универзитет у Резекну
- Градски дом културе